# Conrad Williams
Conrad Williams (Kingston, 20 maart 1982) is een Britse sprinter, die gespecialiseerd is in de 400 m. Hij nam eenmaal deel aan de Olympische Spelen, maar won hierbij geen medailles.

## Loopbaan
Op de wereldkampioenschappen van 2009 in Berlijn won Williams samen met zijn teamgenoten Michael Bingham, Robert Tobin en Martyn Rooney een zilveren medaille op de 4 x 400 m estafette. Met een tijd van 3.00,53 eindigde het Britse viertal achter de Verenigde Staten (goud; 2.57,86) en voor Australië (brons; 3.00,90).
Op de Olympische Spelen van 2012 in Londen nam hij deel aan de 400 m en de 4 x 400 m estafette. Op de 400 m plaatste hij zich met 46,12 voor de halve finale. Daar was zijn 45,53 niet voldoende om een plaats in de finale af te dwingen. Op de 4 x 400 m estafette behaalde hij wel de finale, waarin het Britse team met 2.59,40 als vierde eindigde.
Williams is aangesloten bij Kent AC in Londen.

## Titels
- Gemenebestkampioen 4 x 400 m - 2014
- Europees kampioen 4 x 400 m - 2014

## Persoonlijke records
Outdoor
| Onderdeel | Prestatie | Datum       | Plaats |
| --------- | --------- | ----------- | ------ |
| 400 m     | 45,08 s   | 2 juni 2012 | Genève |

Indoor
| Onderdeel | Prestatie | Datum            | Plaats     |
| --------- | --------- | ---------------- | ---------- |
| 200 m     | 21,18 s   | 3 februari 2013  | Birmingham |
| 400 m     | 46,20 s   | 18 februari 2012 | Birmingham |
| 500 m     | 61,59 s   | 25 februari 2014 | Praag      |

## Palmares

### 400 m
- 2006:  AAA kamp. - 47,68 s
- 2010: 6e ½ fin. EK - 46,60 s
- 2012: 8e ½ fin. OS - 45,53 s

### 4 x 400 m
- 2009:  WK - 3.00,53
- 2010:  WK indoor - 3.07,52
- 2010:  EK - 3.02,25
- 2010:  Gemenebestspelen - 3.03,97
- 2012:  WK indoor - 3.04,72
- 2012:  EK - 3.01,56
- 2012: 4e OS - 2.59,53
- 2014:  WK indoor - 3.03,49
- 2014:  Gemenebestspelen - 3.00,46
- 2014:  EK - 2.58,79